# Muri
Muri là một thị trấn thống kê (census town) của quận Ranchi thuộc bang Jharkhand, Ấn Độ.

## Nhân khẩu
Theo điều tra dân số năm 2001 của Ấn Độ, Muri có dân số 11.999 người. Phái nam chiếm 53% tổng số dân và phái nữ chiếm 47%. Muri có tỷ lệ 73% biết đọc biết viết, cao hơn tỷ lệ trung bình toàn quốc là 59,5%: tỷ lệ cho phái nam là 82%, và tỷ lệ cho phái nữ là 62%. Tại Muri, 12% dân số nhỏ hơn 6 tuổi.